# Cru
Il termine cru è un francesismo che nel corso degli anni ha assunto un significato sempre più complesso e di non facile traduzione, nell'ambito di diverse coltivazioni agricole.
Nel linguaggio comune il termine sta a indicare un singolo vigneto con le proprie caratteristiche particolari ma in alcune regioni vitivinicole il concetto è esteso a un territorio fino a comprendere un intero villaggio. Attualmente viene usato anche nell'olivicoltura.
Per poter differenziare qualitativamente le produzioni di vari villaggi, all'interno di una singola appellation, è stata ideata la scala dei cru, un sistema di valutazione su base percentuale che riconosce al miglior prodotto il valore di 100% e classifica gli altri, di minor pregio, tenendo il migliore come punto di riferimento.
Lo scopo di questa classificazione è dare un prezzo alle uve provenienti dalla vendemmia nelle zone della singola appellation.

## Crus e vigneti
Il significato molto complesso del termine cru dipende dalle varie classificazioni dei prodotti da parte degli organi che regolamentano i disciplinari di produzione di ciascuna singola zona vitivinicola francese.
Nella regione dello Champagne un vino mono-cru è realizzato con uve provenienti da uno specifico villaggio, in Alsazia e in Borgogna il vino realizzato con un solo cru è prodotto con uve riconducibili a un preciso vigneto dal quale prende il nome e che troviamo scritto sull'etichetta.
Nella zona del Bordeaux la scala dei cru non ha la stessa valenza di quella delle altre regioni vinicole francesi.
Per i vini prodotti nel Medoc infatti si adotta la scala del 1855 voluta da Napoleone III che prevedeva una scala che vedeva al suo vertice i Premiers crus classés ed a seguire i Deuxièmes crus, Troisièmes crus, Quatrièmes crus e Cinquièmes crus.
Non sempre questa classificazione è coerente con la qualità intrinseca del vino prodotto, non è raro che alcuni troisièmes possano essere alla pari di un premier e ben al di sopra di un deuxième.
Alcuni vigneti in Alsazia, che non si fregiano dell'appellativo grand cru producono vini che valgono più di quelli blasonati.
Anche se è innegabile che un cru classificato non possa non dar corso a un ottimo prodotto, a volte, bere un vino proveniente da un vigneto senza grandi riconoscimenti può essere un'esperienza appagante sotto tutti i profili gustativi.

## Italia
Non esiste, nella legislazione italiana, una classificazione gerarchica dei "microterritori" analoga a quella vigente da secoli in Francia. Tuttavia, molte denominazioni, soprattutto quelle storiche e famose, prevedono delle "sottozone". Ma l'analogia più consona con il cru francese è la menzione (geografica aggiuntiva) ovvero il nome del comune o frazione o vigneto (in questo caso, la legge, prevede anche l'apposizione "vigna") che si appone alla denominazione. Il Barolo è l'esempio più illustre.
Nelle zone di produzione del Prosecco di Conegliano-Valdobbiadene DOCG, ciò che verosimilmente può essere assimilato al concetto di cru è quello di "rive" (nel dialetto locale indicano i pendii scoscesi nei quali vengono allevati i vigneti) associate ad una specifica frazione nei comuni appartenenti alla denominazione. Ad esempio "Rive di Col San Martino".